# Rock Entertainment
Rock Entertainment ist ein englischsprachiger Kabelfernsehsender, der zu Rock Entertainment Holdings gehört. Er ging am 1. September 2013 auf Sendung und ist vor allem auf Unterhaltung ausgerichtet. Der Sender ist unter anderem in Indonesien, Hongkong, Malaysia, den Philippinen, Singapur, Taiwan, Thailand und Vietnam über DVB-C, DVB-S und IPTV in HD empfangbar.

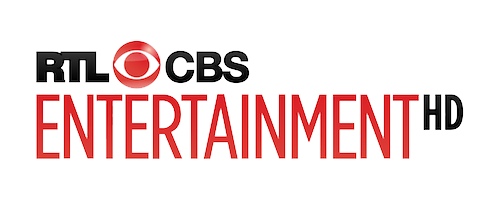
Logo von 2013 bis 2017

## Programm
- America’s Got Talent
- Beauty and the Beast
- Celebrity Apprentice
- Charmed – Zauberhafte Hexen
- Elementary
- Entertainment Tonight
- Alle lieben Raymond
- Fear Factor
- Hole in the Wall
- Inside Edition
- Intelligence
- Late Show with David Letterman
- Red Bull
- King of Queens
- The X Factor
- Under the Dome